# Aaron Wahl
Aaron Wahl (Dresda, 23 luglio 1990) è un giocatore di football americano tedesco, che gioca come offensive tackle per i Dresden Monarchs.
Ha iniziato la carriera nei Dresden Monarchs nel 2007 e non ha mai cambiato squadra.
È noto per aver esultato completamente nudo nello stadio Eintracht a Braunschweig davanti a quasi 5000 spettatori al termine della partita vinta dalla sua squadra contro i New York Lions. 

## Palmarès
- 1 German Bowl (Dresden Monarchs, 2021)